# Chợ Namdaemun

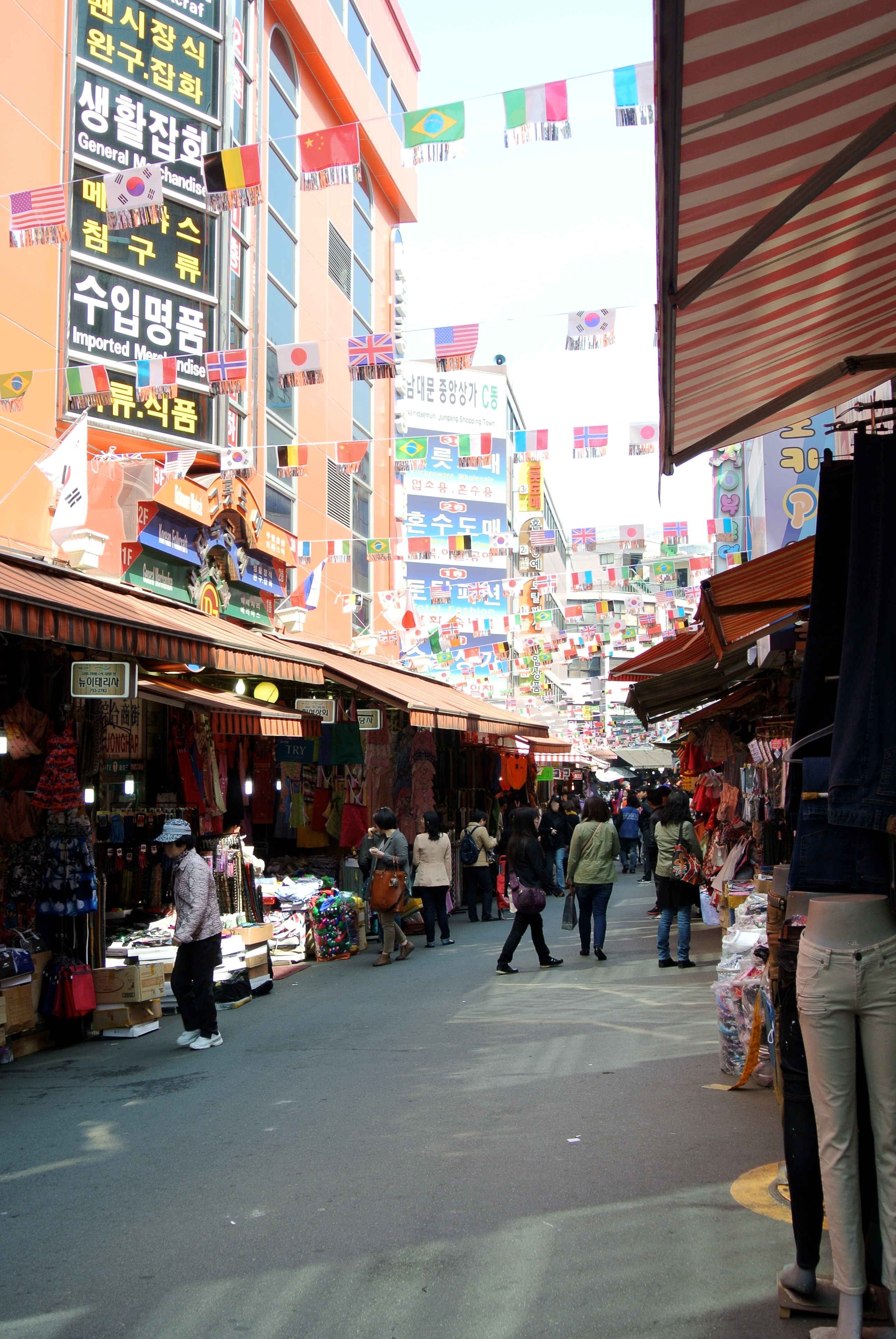
Con hẻm ở chợ Namdaemun

Chợ Namdaemun là một chợ truyền thống lớn ở Seoul, Hàn Quốc. Chợ nằm kế bên Namdaemun, "Nam Đại Môn", cửa thành lớn ở phía Nam thành phố cũ. Nó là chợ lâu đời nhất và lớn nhất ở Hàn Quốc.

## Lịch sử
Chợ Namdaemun bắt đầu hoạt động từ năm 1414, trong suốt thời vua Thái Tông, và triều đình quản lý khu vực chợ này. Vào năm 1608, vua Tuyên Tổ thiết lập văn phòng seonhyecheong (hangul: 선혜청, hanja: 宣惠廳, "tribute bureau") ở trong quận để quản lý việc phân phát gạo, quần áo và tiền bạc. Thị trường buôn bán được hình thành trong thời gian đó và các hoạt động thương mại phát triển mạnh khi các thương gia bắt đầu mở nhiều cửa hàng khác nhau như ngũ cốc, cá, trái cây và các hàng hóa linh tinh.
Việc quản lý chợ rơi vào tay Nhật Bản vào năm 1922, nhưng sau khi giải phóng đất nước vào năm 1945 các thương gia đã thành lập Tổ chức thương gia Namdaemun và nắm quyền quản lý. Tuy nhiên chợ đã biến thành tàn tích trong Chiến tranh Triều Tiên và đã bị cháy vào năm 1953. Seoul Namdaemun Market Co. Ltd. được thành lập vào năm 1954 để tái xây dựng lại chợ, nhưng nỗ lực đã thất bại do vấp phải vấn đề tài chính. Những nỗ lực tái thiết lập vẫn được tiếp tục trong những năm sau đó, nhưng chợ lại bị cháy một lần nữa vào năm 1968 và 1975.
Thành phố Seoul công bố kế hoạch để cải thiện chợ vào năm 2007, và tái xây dựng, cải thiện đến năm 2010.

## Đặc điểm

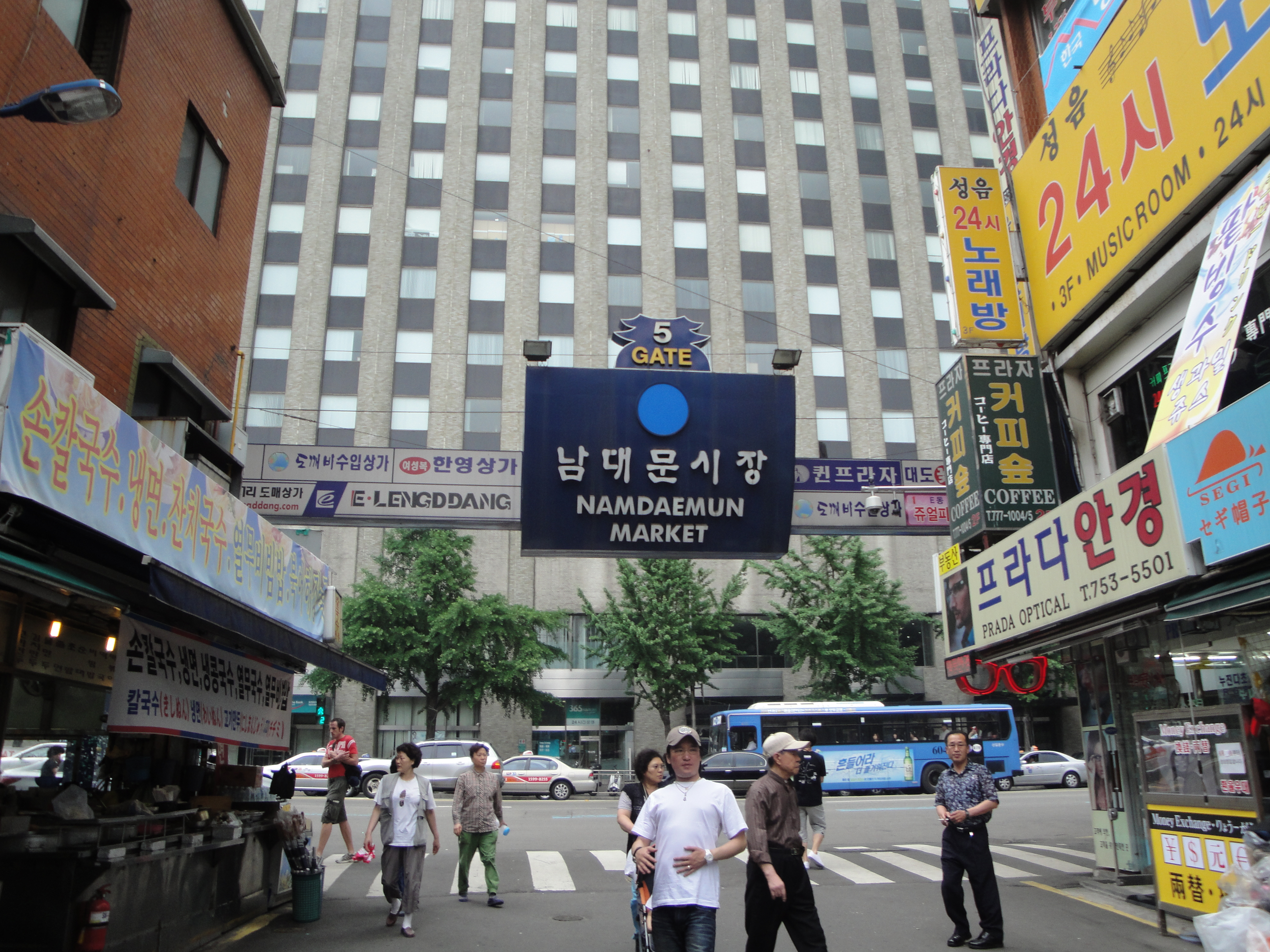
Namdaemun cổng 5

Chợ Namdaemun là một trong những ngôi chợ lâu đời nhất vẫn còn tiếp tục hoạt động ở Hàn Quốc, và là một trong những thị trường mua sắm lớn nhất ở Seoul. Các đường sá trong chợ được xây dựng trong thời điểm khi xe hơi không được phổ biến, do đó xe hơi không thể đi vào trong chợ. Phương thức di chuyển tốt nhất khi ra vào chợ là bằng xe máy. Ngoài ra có thể dùng tàu điện ngầm hoặc xe buýt để đi đến chợ; để đến chợ chỉ cần mất khoảng 10 phút đi bộ từ ga tàu điện ngầm Seoul và nó còn nằm gần Ga Hoehyeon, Tuyến 4.
Hầu hết chợ nằm ở bên ngoài, nhưng cũng có nhiều cửa hàng nằm trên đường. Nhiều các thương lái mua nhiều mặt hàng, đặc biệt là quần áo, với giá tại Namdaemun, để bán lại cho các thương lái ở thành phố khác. Namdaemun là một địa điểm thu hút du lịch nổi tiếng. Chợ nằm trong danh sách 10 món ăn đường phố ngon nhất châu Á ở Hàn Quốc cho món hotteok.